# Charaton
Charaton (begin 5e eeuw) was koning van de Hunnen in Oost-Europa. Hij was de opvolger van Uldin.

## Context
Eind de vierde eeuw hadden de Hunnen het leeuwendeel van het Rijk der Goten veroverd. Vele Goten waren het Romeinse Rijk binnengevlucht of waren gevangengenomen door de Hunnen, waaronder Flavius Aetius. Ten tijde van Charaton (412-422) en reeds ervoor, waren de Romeinen er in geslaagd de Hunnen om te kopen en sommigen onder hen in te schakelen als huurling, zie de troepen van magister militum Flavius Stilicho.
Charaton wordt vermeld door historicus Olympiodorus van Thebe, dat hij hem ontmoette tijdens een diplomatieke missie, om de plooien glad te strijken tussen Hunnen en Romeinen na de moord op een zekere Donatus